# Вуссуар
Вуссуар (фр. Voussoir, от лат. *volsorium, от лат. *volsus (volūtus, лат. volvō), клинчатый (сводчатый) камень, ср. пол. kliniec) — строительный размерный камень (блок) в форме клина (или усечённой пирамиды), образующий свод арки. Замковый камень посередине свода называется «центральным вуссуаром». Самый нижний вуссуар с каждой стороны арки, расположенный в месте изгиба арки и исходящий из вертикальной опоры или упора стены или опоры — называется спрингер.
В более современном стиле вуссуары изготавливаются из бетона. Сборные вуссуары собираются в единую структуру, образуя своды туннелей или арки мостов и путепроводов.